# Arthur Surridge Hunt

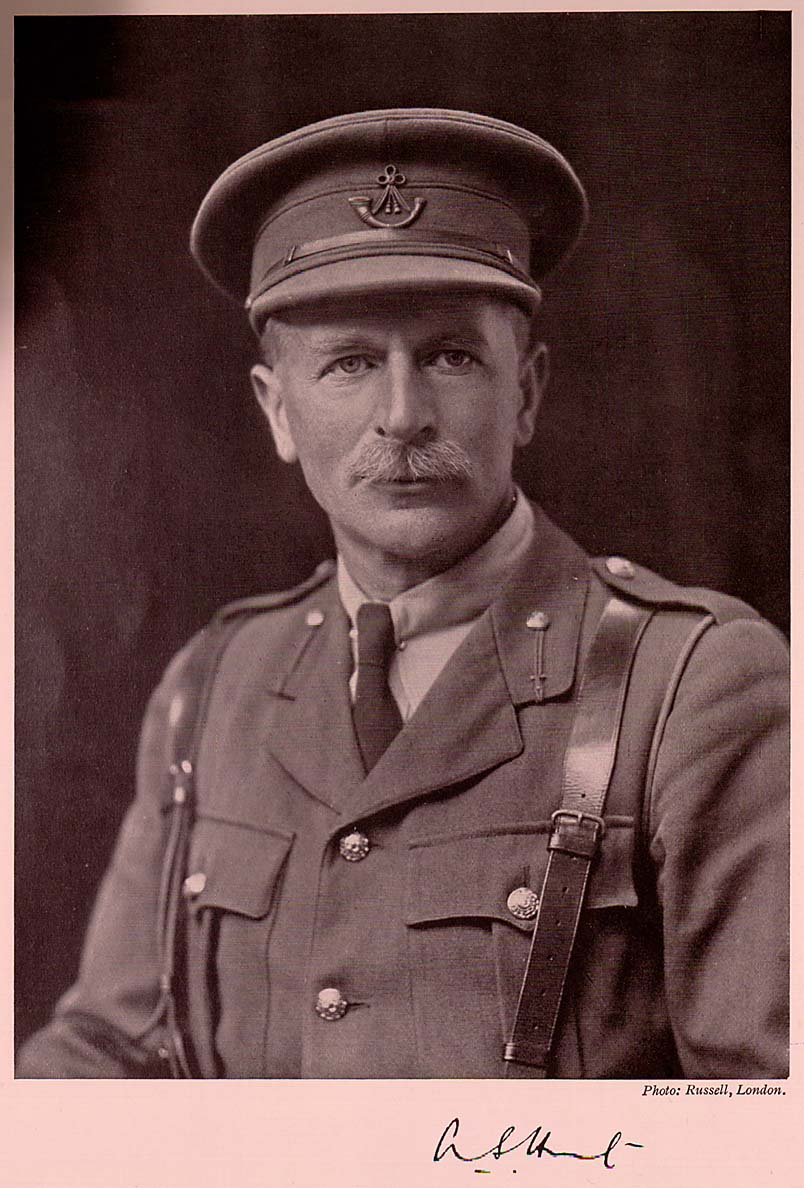
Arthur Surridge Hunt, 1919

Arthur Surridge Hunt (* 1. März 1871 in Romford, Essex; † 18. Juni 1934 in  Oxford) war ein britischer Papyrologe.
Zu seinem Lebenswerk gehört die Entdeckung und Veröffentlichung vieler Papyri, darunter vor allem die Oxyrhynchus Papyri, bei Ausgrabungsstätten in Ägypten, die er zusammen mit seinem Freund und Kollegen Bernard Pyne Grenfell machte. Er war ab 1913 Grenfells Nachfolger als Professor für Papyrologie in Oxford. Im selben Jahr wurde er zum Mitglied (Fellow) der British Academy gewählt.

## Schriften
- mit Bernard Pyne Grenfell: ΛΟΓΙΑ ΙΗΣΟΥ, sayings of our Lord from an early Greek papyrus. Egypt Exploration Fund, London 1897.
- mit Bernard Pyne Grenfell und David George Hogarth: Fayûm Towns and Their Papyri. Egypt Exploration Fund, London 1900.

Siehe auch die angegebene Literatur im Artikel Oxyrhynchus Papyri und Amherst Papyri.